# Minette Walters
Minette Walters (Bishop's Stortford, 26 settembre 1949) è una scrittrice inglese di gialli. I suoi romanzi sono stati pubblicati in oltre trenta diversi paesi.

## Biografia
Nata a Bishop's Stortford nel 1949, visse infanzia e adolescenza tra il Nord e il Sud dell'Inghilterra, poi negli anni sessanta si trasferì a Reading, una piccola città del Berkshire, dove frequentò per un anno l'Abbey School. Frequentò poi la Godolphin School a Salisbury e l'Università di Durham. Nel 1968 visitò Israele, Gerusalemme precisamente, dove rimase per quasi un anno lavorando in un kibbutz: sembra che lì maturarono i primi veri interessi versi la Letteratura e Psicologia. Nel 1971 soggiornò in Francia. Nel 1978 si sposò.
Nel 1992 pubblicò The Ice House, il suo primo thriller, debuttando così come scrittrice. Il romanzo le fruttò all'editore 1250£. Con i romanzi successivi (The Sculptress e The Scold's Bridle) vinse il prestigioso premio internazionale della Mystery Writers of America nel 1994 e il Gold Dagger nel 1994.
Le tematiche principali dei romanzi di Minette Walters riguardano famiglie disgregate, reiette, isolate e disprezzate. Alcuni personaggi soffrono di schizofrenia, misantropia o psicosi e ciò dimostra come la scrittrice ami avventurarsi nelle menti dei criminali o dei potenziali tali, in un realismo sorprendente: nella Walters è facile riconoscere l'astuzia dei più deboli del romanzo picaresco, il dominio del più forte, un certo interesse per le teorie di Charles Darwin, una narrazione quasi del tutto impersonale come in Émile Zola e un grande senso per l'estetico.
La sua opera più conosciuta è il romanzo d'esordio La morte ha freddo (The Ice House), best seller in ben 35 nazioni.

## Opere
- La morte ha freddo (The Ice House)[1] (1992)
- La scultrice (The Sculptress)[1] (1993) Premio Edgar 1994.
- Il segreto di Cedar House[1] (The Scold's Bridle) (1994) Premio Gold Dagger 1994.
- La stanza al buio (The Dark Room)[1] (1995)
- The Echo (1997)
- The Breaker (1998)
- Un'esca per l'assassino (Burning Point) (1999), riedito come (The Tinder Box)[1] (2004) (romanzo breve)
- Il corpo del nemico (The Shape of Snakes)[1] (2000)
- Acid Row (2001)
- Caccia alla volpe (Fox Evil)[1] (2002) Premio Gold Dagger 2003.
- Prove sepolte (Disordered Minds)[1] (2003)
- La piuma del diavolo (The Devil's Feather)[1] (2005)
- Chickenfeed (2006) (romanzo breve)
- L'ombra del camaleonte (The Chameleon's Shadow)[1] (2007)